# Karl Friedrich Würtenberger
Karl Friedrich Würtenberger (* 12. Dezember 1838 in Zürich, Schweiz; † 3. Juli 1911 in Küßnach) war Kaufmann, Ehrenmitglied der russischen Akademie in St. Petersburg und Heimatdichter.
„Als Heimatschriftsteller hat Karl Friedrich Würtenberger der Gemeinde Küßnach eine Reihe wertvoller Arbeiten gewidmet.“

## Familie
Karl Friedrich Würtenberger stammte aus einem Küßnacher Geschlecht. Er kam als Sohn des Xaver Würtenberger und seiner Frau Magdalena geb. Klein zur Welt. Nach seiner Schulzeit begann er eine Kaufmannslehre und spezialisierte sich daraufhin für das Bankgewerbe. Über die Herkunft seiner Frau Anna sowie ihr Todesdatum ist [derzeit] nichts bekannt. Sein Haus in Küßnach, das er 1901 nach seiner Rückkehr aus Russland bezog, nannte er „Annaruh“. 

„Sein Sohn Karl August Würtenberger, der am 2. 4. 1868 in Petersburg zur Welt kam, schlug ebenfalls die Laufbahn des Geschäftsmannes ein und gelangte zu leitenden Stellungen in Rußland; nach Ausbruch des ersten Weltkrieges in Schweden und ab 1923 in Deutschland, in Hamburg und Bamberg. 1936 ließ er sich im elterlichen Haus in Küßnach nieder und pflegte bis zu seinem Tode 1957 das Andenken seines Vaters. Seine Frau Daisy, eine geborene Engländerin […], überlebte ihren Mann um 10 Jahre.“

## Russland
Mehrere europäische Länder waren Stationen der beruflichen Laufbahn Karl Friedrich Würtenbergers, bis er sich zusammen mit Frau Anna im zaristischen Russland, zuerst in Moskau, niederließ. 1862 zog das Ehepaar nach St. Petersburg – dort arbeitete Würtenberger in der „Buch-, Staatspapier- und Rubeldruckerei als persönlicher Hauptsekretär des Geheimrats von Winberg.“ 
„Um 1850 [fehlerhafte Angabe, siehe Anm.] machte sich Karl Friedrich Würtenberger, der sich der Landessitte angepaßt Karl Teodorowitsch nannte, als Herausgeber der ersten deutschsprachigen Zeitung Rußlands einen Namen.“

### Besuche in Küßnach
Hin und wieder „weilte [er] zu Besuchen in Küßnach. Ein Eintrag besonderer Art im Gemeindebuch von Küßnach lautet: ‚Am 15. September 1876 hat Karl Teodorowitsch Würtenberger aus St. Petersburg dieses Buch seiner Ahnen mit vielem Interesse durchgeblättert.‘“ 

### Ehrenbürger von St. Petersburg
Laut Emil Müller-Ettikon „ging [er] ein und aus beim Zarenhof, wurde Ehrenmitglied der russischen Akademie“ und laut Alb-Bote im Januar 1876 wurde „ihm vom russischen Zaren in Anerkennung seiner ausgezeichneten und treuen Verdienste das Ehrenbürgerrecht (von St. Petersburg) verliehen.“

### Schwyzerclub
Mit dem ebenfalls in St. Petersburg lebenden aus Zurzach stammenden Maler Karl Arnold Baldinger (1850–1911) gründete Würtenberger „mit alemannischen gleichgesinnten Freunden“ den Schwyzerclub, der sich mit Geschichten, Gedichten und Liedern der Erinnerung an die Heimat widmete. Aus diesem Kreis heraus soll auch die Idee stammen, ein Küssaburg-Epos zu dichten, das Würtenberger 1889 – „vom Malerfreund Baldinger reich illustriert“ – in St. Petersburg drucken ließ. Es wurde auch in der Heimat durch Vorträge von Samuel Pletscher im September 1889 und einer Besprechung im Alb-Bote (15. September 1889) bekannt.
„Aufgrund der politischen Auseinandersetzungen im zusammenbrechenden zaristischen System und infolge von Zerwürfnissen mußte Würtenberger 1901 Rußland verlassen.“

## Rückkehr nach Küßnach
Laut seinem Schreiben an das Großherzogliche Bezirksamt in Waldshut vom 16. Dezember 1901 waren Würtenberger – „seit April 1900 wieder beständig in Küssnach wohnend“ – von der Gemeinde „die Rechte eines Bürgers aus dem Grunde, daß mein im Jahre 1887 ausgestellter letzter Pass nicht wieder erneuert worden sei,(verweigert)“ worden. Es liegt kein Antwortschreiben vor und somit ist anzunehmen, dass das Amt ihm „zur Wiedererlangung [seiner] Rechte als badischer Staats- und Gemeindebürger behülflich war.“
Karl Friedrich Würtenberger richtete sich „in dem von den Eltern erworbenen Fachwerkhaus gegenüber der Mühle für seinen Lebensabend ein.“ Küßnach ernannte den heimgekehrten Sohn der Gemeinde zum Ehrenbürger. Er verstarb am 3. Juli 1911 und wurde in Hohentengen beerdigt.

## Nachleben (Heimatstube)
Am 8. Juli 1962 eröffnete die Gemeinde Küßnach im Gasthaus zum Küssaberg die Heimatstube Küßnach. „Die Anregung zur Schaffung dieser Gedenkstätte gab der verstorbene Malermeister August Haberstock, Dangstetten. Die Gestaltung übernahmen gemeinsam Oberlehrer Walter Richter, Kadelburg und der Landesverein ‚Badische Heimat‘.“
In seiner Festansprache dankte Hans Matt-Willmatt den Wirtsleuten Paul Bürck und Frau Elsbeth, geborene Maier, zur Einrichtung der Heimatstube und würdigte Karl Friedrich Würtenberger und weitere Dichter, Maler und Fotografen aus der näheren Heimat. Die Gaststube und ein Nebenzimmer waren mit Porträts, Gemälden, Fotografien und Dokumenten geschmückt. Zur Einweihung hieß Bürgermeister Scheuble zahlreiche Gäste willkommen, vor allem Frau Daisy Würtenberger, die 84-jährige verwitwete Schwiegertochter von Karl Friedrich Würtenberger. 
Den festlichen Ablauf der Veranstaltung beschrieb Hans Matt-Willmatt in einem ausführlichen, in der hier angegebenen Literatur ungekürzt abgedruckten Bericht im Alb-Bote am 11. Juli 1962, in dem auch die teilnehmenden, den Tag gestaltenden Vereine und die zahlreichen Gäste und Ehrengäste aus der deutschen und Schweizer Region namentlich aufgeführt werden. Auch die ausgestellten Werke sind dort bezeichnet.

## Werke
- Festschrift zum 25jährigen Direktorsjubiläum Baron von Winbergs. Bebildert durch K. A. Baldinger, St. Petersburg, 1887.
- Drama Elsbeth v. Küssaberg/Küssenberg Petersburg 1889, Alb-Bote 1962.
- Drama Das Gotteli von St. Agnesien.
- Drama De Bläsibuur – Ein Drama aus dem Dorfleben.
- Roman Verirrt und verloren.
- Gedichte Ostern in: Waldshuter Erzähler, Alb-Bote 24. März 1883.
- Gedichte Ein Lied vom Wein am Küssenberg. in: Rundschau (Schaffhausen), 1. Jahrg., o. J., S. 126.